# Thoái hóa thần kinh
Thoái hóa thần kinh là nhóm bệnh lý tiến triển chậm, đặc trưng bởi sự mất dần chức năng và cấu trúc của tế bào thần kinh, dẫn đến thoái hóa và chết tế bào thần kinh theo thời gian.
Thoái hóa thần kinh (Neurodegeneration) về mặt từ nguyên, bao gồm tiền tố "neuro-" (liên quan đến tế bào thần kinh) và "degeneration" (sự thoái hóa – tức là quá trình mất đi cấu trúc hoặc chức năng, trong ngữ cảnh mô hoặc cơ quan). Từ đó có thể hiểu, thoái hóa thần kinh là bất kỳ tình trạng bệnh lý nào ảnh hưởng chủ yếu đến tế bào thần kinh.
Trong số hàng trăm bệnh thoái hóa thần kinh khác nhau, một số bệnh như Alzheimer, Parkinson, Huntington và xơ cứng teo cơ một bên (ALS) thường được biết đến rộng rãi hơn. Thoái hóa thần kinh có thể được tìm thấy trong não ở nhiều cấp độ khác nhau của hệ thống mạch thần kinh, từ cấp độ phân tử đến cấp độ hệ thống.
Vì hiện tại chưa có phương thức nào đảo ngược lại quá trình thoái hóa dần dần của các tế bào thần kinh, nên các bệnh này được xem là không thể chữa khỏi. Tuy nhiên, nghiên cứu cho thấy hai yếu tố chính góp phần vào quá trình thoái hóa thần kinh là ứng kích oxy hóa và viêm. Trong nghiên y sinh, đã phát hiện nhiều điểm tương đồng giữa các bệnh này ở cấp độ dưới tế bào, bao gồm các cụm protein bất thường (như bệnh proteinopathy) và quá trình apoptosis được kích hoạt. Những điểm tương đồng này cho thấy rằng những tiến bộ trong điều trị chống lại một bệnh thoái hóa thần kinh cũng có thể cải thiện các bệnh thoái hóa thần kinh khác.
Trong nhóm các bệnh thoái hóa thần kinh, ước tính có khoảng 55 triệu người trên toàn thế giới mắc chứng suy giảm trí nhớ vào năm 2019, và con số này được dự đoán sẽ tăng lên 139 triệu người vào năm 2050.

## Một số rối loạn cụ thể
Trên thực tế, các bệnh thoái hóa thần kinh là một nhóm lớn các rối loạn thần kinh với biểu hiện lâm sàng và bệnh lý đa dạng, ảnh hưởng đến các nhóm tế bào thần kinh nhất định trong những hệ thống giải phẫu chức năng cụ thể. Các bệnh này xuất hiện vì những lý do chưa rõ và tiến triển không ngừng. Ngược lại, các tình trạng như khối u, phù nề, xuất huyết, và chấn thương hệ thần kinh – vốn không phải là bệnh nguyên phát của tế bào thần kinh – không được xem là bệnh thoái hóa thần kinh. Các bệnh lý hệ thần kinh không tác động trực tiếp đến tế bào thần kinh mà đến các thuộc tính của chúng (chẳng hạn như bao myelin trong bệnh đa xơ cứng) cũng không được xem là bệnh thoái hóa thần kinh; tương tự, những bệnh mà tế bào thần kinh chết do nguyên nhân đã biết như thiếu oxy, nhiễm độc, rối loạn chuyển hóa hay nhiễm trùng cũng không thuộc nhóm này.

### Bệnh Alzheimer

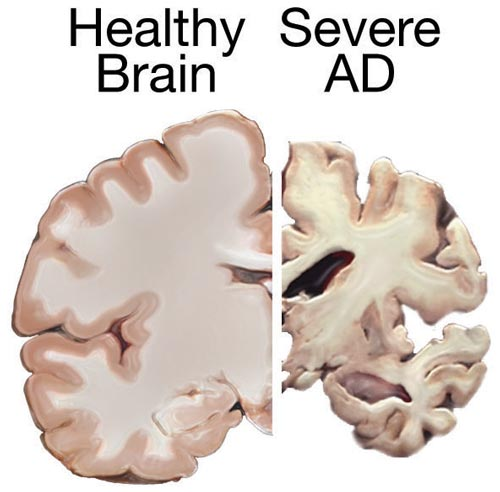
So sánh mô não giữa não của người khỏe mạnh và não của bệnh nhân Alzheimer, chứng minh mức độ chết tế bào thần kinh

Bệnh Alzheimer (AD) là một bệnh thoái hóa thần kinh mãn tính dẫn đến sự mất tế bào thần kinh và synap ở vỏ não và một số cấu trúc dưới vỏ, gây ra sự teo rõ rệt ở thùy thái dương, thùy đỉnh, và một phần của thùy trán và vỏ não đai. Đây là bệnh thoái hóa thần kinh phổ biến nhất.
Dù hàng tỷ đô la đã được chi cho việc nghiên cứu phương pháp điều trị Alzheimer, vẫn chưa tìm được cách chữa trị hiệu quả. Trong các thử nghiệm lâm sàng, tỷ lệ thất bại của các chiến lược điều trị ổn định và hiệu quả đối với Alzheimer lên đến 99,5%. Những nguyên nhân dẫn đến tỷ lệ thất bại cao này bao gồm: liều lượng thuốc không phù hợp, lựa chọn mục tiêu và đối tượng tham gia thử nghiệm không chính xác, và sự hiểu biết chưa đầy đủ về sinh lý bệnh của Alzheimer.
Hiện nay, việc chẩn đoán Alzheimer còn chưa đạt yêu cầu, và cần phải áp dụng các phương pháp tốt hơn cho nhiều khía cạnh trong quá trình chẩn đoán lâm sàng. Tỷ lệ chẩn đoán sai của Alzheimer lên đến 20%.

#### Sinh lý bệnh
Môt đặc điểm bệnh lý quan trọng của bệnh Alzheimer là suy giảm đáng kể sự dẫn truyền thần kinh cholinergic. Hai đặc trưng bệnh lý của bệnh Alzheimer là:
- Các đám rối thần kinh dạng sợi (NFT) bên trong tế bào thần kinh, cấu tạo chủ yếu bởi protein tau được polyme hóa và tăng phosphoryl hóa.[14]

- Các mảng lão hóa (SP) chứa peptide β-amyloid (Aβ), một đoạn peptide gồm 40-42 amino acid bắt nguồn từ protein tiền thân β-amyloid (APP).[14]

Amyloid beta là một đoạn cắt ra từ một protein lớn hơn có tên là amyloid precursor protein (APP) – một protein xuyên màng, đi qua màng tế bào thần kinh. APP được cho là đóng vai trò trong quá trình phát triển, sống sót và hồi phục sau tổn thương của tế bào thần kinh. APP bị phân giải thành các đoạn nhỏ hơn bởi các enzyme như gamma secretase và beta secretase. Một trong các đoạn này tạo thành các sợi amyloid beta, có thể tự kết tụ thành các mảng amyloid ngoại bào dày đặc – đặc điểm nổi bật trong bệnh Alzheimer.

### Bệnh Batten
Bệnh Batten là một rối loạn thoái hóa thần kinh di truyền lặn, hiếm gặp và gây tử vong, khởi phát từ thời thơ ấu. Bệnh Batten là tên gọi chung cho một nhóm rối loạn tích trữ trong lysosome, được gọi là bệnh tích tụ ceroid lipofuscin thần kinh (neuronal ceroid lipofuscinoses – NCLs) – mỗi loại trong nhóm này được gây ra bởi một đột biến gen cụ thể, với tổng cộng 13 loại đột biến khác nhau đã được xác định. Vì bệnh Batten khá hiếm, tỷ lệ mắc trên toàn thế giới rơi vào khoảng 1 trên 100.000 ca sinh sống. Ở Bắc Mỹ, bệnh NCL loại 3 (juvenile NCL) – còn gọi là bệnh Batten thể thiếu niên – thường khởi phát trong độ tuổi từ 4 đến 7.
Bệnh Batten được đặc trưng bởi các triệu chứng: suy giảm vận động, động kinh, sa sút trí tuệ, mất thị lực, và tuổi thọ ngắn. Mất thị lực là dấu hiệu sớm phổ biến nhất của bệnh Batten. Triệu chứng này thường xuất hiện sau khi đã có những thay đổi về nhận thức và hành vi, các cơn động kinh, và mất khả năng đi lại. Khi bệnh tiến triển, loạn nhịp tim và khó nuốt thức ăn là những vấn đề thường gặp.
Chẩn đoán bệnh Batten dựa trên sự kết hợp của nhiều tiêu chí: dấu hiệu và triệu chứng lâm sàng, đánh giá mắt, điện não đồ (EEG) và hình ảnh cộng hưởng từ (MRI) của não. Những kết quả này sau đó được xác nhận bằng các xét nghiệm di truyền và sinh hóa. Chỉ trong những năm gần đây, ngày càng có nhiều mô hình nghiên cứu được phát triển để thúc đẩy quá trình tìm kiếm phương pháp điều trị cho bệnh Batten.

## Kiểm soát bệnh
Quá trình thoái hóa thần kinh hiện vẫn chưa được hiểu rõ, vì vậy các bệnh phát sinh từ quá trình này vẫn chưa có phương pháp chữa khỏi.

### Mô hình động vật trong nghiên cứu
Trong nỗ lực tìm kiếm các phương pháp điều trị hiệu quả (thay vì chỉ chăm sóc giảm nhẹ), các nhà nghiên cứu sử dụng mô hình động vật của bệnh để thử nghiệm các tác nhân điều trị tiềm năng. Các sinh vật mô hình mang lại một phương tiện rẻ tiền và tương đối nhanh chóng để thực hiện hai chức năng chính: xác định mục tiêu điều trị và xác thực mục tiêu. Hai quá trình này giúp đánh giá giá trị của các chiến lược và loại thuốc cụ thể khi cố gắng giảm mức độ nghiêm trọng của bệnh.
Một ví dụ là thuốc Dimebon của công ty Medivation, Inc. Vào năm 2009, loại thuốc này đã bước vào giai đoạn III thử nghiệm lâm sàng đối với bệnh Alzheimer, và giai đoạn II đối với bệnh Huntington. Tuy nhiên, vào tháng 3 năm 2010, kết quả của thử nghiệm lâm sàng giai đoạn III đã được công bố, cho thấy thuốc Dimebon không đạt hiệu quả trong thử nghiệm quan trọng (CONNECTION) trên bệnh nhân Alzheimer mức độ nhẹ đến trung bình. Sau đó, thử nghiệm CONCERT, là thử nghiệm còn lại của Pfizer và Medivation ở giai đoạn III cho Dimebon (còn gọi là latrepirdine) cũng thất bại vào năm 2012, kết thúc quá trình phát triển thuốc này trong chỉ định Alzheimer.
Trong một thí nghiệm khác sử dụng mô hình chuột mắc Alzheimer, người ta chứng minh rằng việc tiêm toàn thân peptide giàu prolin có nguồn gốc từ vùng dưới đồi (PRP-1) mang lại hiệu quả bảo vệ thần kinh và có thể ngăn ngừa quá trình thoái hóa thần kinh tại hồi hải mã bị tổn thương bởi amyloid-beta 25–35. Điều này cho thấy PRP-1 có thể có giá trị điều trị.

### Các hướng nghiên cứu khác
Sự phân hủy protein cũng mở ra các lựa chọn trong điều trị, cả trong việc ngăn chặn sự tổng hợp và thúc đẩy phân hủy các protein bất thường. Ngoài ra, có mối quan tâm đến việc tăng cường quá trình tự thực (autophagy) để giúp loại bỏ các cụm protein bị kết tụ, vốn có liên quan đến thoái hóa thần kinh. Tuy nhiên, cả hai lựa chọn này đều liên quan đến những con đường sinh học rất phức tạp mà chúng ta chỉ mới bắt đầu hiểu được.
Liệu pháp miễn dịch (immunotherapy) nhằm mục tiêu tăng cường một số khía cạnh của hệ miễn dịch. Cả vắc xin chủ động và thụ động đều đã được đề xuất cho bệnh Alzheimer và một số bệnh lý khác. Tuy nhiên, cần có thêm nghiên cứu để chứng minh tính an toàn và hiệu quả trên người.
Một mục tiêu điều trị hiện tại đối với bệnh Alzheimer là enzyme protease β-secretase, vốn tham gia vào con đường xử lý amyloid, dẫn đến sự tích tụ protein bệnh lý trong não. Khi gene mã hóa protein tiền chất amyloid (APP) bị cắt bởi α-secretase thay vì β-secretase, thì protein β-amyloid độc hại sẽ không được tạo ra. Do đó, ức chế có chọn lọc β-secretase có khả năng ngăn chặn cái chết của tế bào thần kinh, vốn là nguyên nhân gây ra các triệu chứng của bệnh Alzheimer.